# Spin the Sky
「Spin the Sky」（スピン・ザ・スカイ）は、MAG!C☆PRINCEの楽曲。2016年5月4日に2作目のシングルとしてZEN MUSICからリリースされた。MAG!C☆PRINCEが主演した中京テレビの連続ドラマ『本気ドラ 〜Spin the Sky〜』の主題歌である。

## 背景とリリース
デビュー作「絶対☆アイシテル!」から、約5か月ぶりとなるセカンド・シングル。この曲はカップリングに収録された「愛しくて 切なくて 抱きしめたくて」と共に、2015年からライブで披露されていた楽曲である。
デビュー・シングルのリリースから間もない2016年1月に本作のリリースに関する情報を公開。この曲がMAG!C☆PRINCEが主演する連続ドラマ『本気ドラ 〜Spin the Sky〜』の主題歌であることが発表された。2月から活動拠点である東海地方を中心に「発売記念イベント+アトラクション会」と題したリリース・イベントを数多く開催した。3月に『本気ドラ』の放送に関する情報が公開され、カップリングの「愛しくて…」がドラマのエンディング・テーマであることも発表された。
CDシングルは、初回限定盤・通常盤・各メンバー仕様の個人盤5種の計7種形態でリリースされた。収録されている楽曲トラックはすべて同じ内容で、個人盤はそれらに各メンバーのトークによるトラック「ある日のホームルーム」が加えられる。初回限定盤は「Spin the Sky」のミュージック・ビデオとそのメイキング映像を収録したDVDが付属する。通常盤と個人盤のジャケット写真で着用している制服は『本気ドラ』の劇中の衣装と同じもので、これは実在する高校「渡辺高等学院」の制服を使用している。初回限定盤のジャケット写真は制服ではなく、それぞれのメンバーカラーを基調とした私服風の衣装になっている。

## 楽曲
「『なんだか上手く行かない』という誰もが感じる空回りの日々を頑張る」というメッセージを込めた楽曲。平野泰新は「もやもやした気持ちを晴らすかのような元気になれる曲」、大城光は「友情や仲間同士の絆」と説明している。レコーディングに関して、西岡健吾は「英語の部分が上手く言えなくて苦戦した」と明かしている。

## チャート成績
2016年5月16日付のオリコン週間ランキング・Billboard JAPAN週間セールスシングルチャート「Top Singles Sales」で、共に2位を記録。共に前作「絶対☆アイシテル!」の順位を上回った。Billboard JAPANはサウンドスキャンのセールスデータから、このシングルの店舗での初週売上げの90パーセント以上がグループの活動拠点である愛知県でのものであり、「東京や大阪など大都市での売上げがまだ少ない」という分析結果を発表した。。

## シングル収録トラック

### 通常盤
1. 「Spin the Sky」 – 3:50
  - 作詞・作曲・編曲: ワイルドアニマルズ
2. 「愛しくて 切なくて 抱きしめたくて」 – 5:11
  - 作詞: ワイルドアニマルズ、作曲: 宮崎まゆ(SUPA LOVE)、編曲: ワイルドアニマルズ
3. 「Spin the Sky (Instrumental)」
4. 「愛しくて 切なくて 抱きしめたくて (Instrumental)」

### 初回限定盤
CD
通常盤に同じ
DVD
1. 「Spin the Sky」Music Video
2. 「Spin the Sky」Making Video

### 個人盤
個人盤の収録トラック#1から#4は、すべて通常盤に同じ
“西岡健吾”盤
5. 「ある日のホームルーム（西岡健吾 ver.）」
“永田薫”盤
5. 「ある日のホームルーム（永田薫 ver.）」
“大城光”盤
5. 「ある日のホームルーム（大城光 ver.）」
“阿部周平”盤
5. 「ある日のホームルーム（阿部周平 ver.）」
“平野泰新”盤
5. 「ある日のホームルーム（平野泰新 ver.）」